# Mariza Corrêa
Mariza Corrêa (ur. 1945, zm. 27 grudnia 2016) – brazylijska antropolog.

## Życiorys
Mariza Corrêa urodziła się w 1945 roku. Przez 30 lat była profesorem Katedry Antropologii „Unicamp”. W latach 1996–1998 była przewodniczącą Brazylijskiego Stowarzyszenia Antropologów (ABA). Zmarła 27 grudnia 2016 w wieku 71 lat.